# Luther Vandross
Luther Ronzoni Vandross, Jr (født 20. april 1951 – 1. juli 2005) var en amerikansk sanger, sangskriver og producer. Gennem hele sin karriere var Vandross en efterspurgt korsanger til flere forskellige kunstnere, herunder Judy Collins, Chaka Khan, Bette Midler, Diana Ross, David Bowie, Janet Jackson, Barbra Streisand, Ben E. King, og Donna Summer. Senere blev han forsanger i gruppen Change, som udgav det guld-sælgende debutalbum, The Glow of Love, i 1980 på Warner Bros Records. Efter at have forladt gruppen, fik Vandross en pladekontrakt med Epic Records, og udgav sit første soloalbum, Never Too Much, i 1981.
Han hittede med sange som "Never Too Much", "Here and Now", "Any Love", "Power of Love/Love Power", "I Can Make It Better" og "For You to Love". Flere af hans sange var coverversioner, heriblandt "If This World Were Mine" (duet med Cheryl Lynn), "Since I Lost My Baby", "Superstar" and "Always and Forever". Vandross indspillede også duetterne "The Closer I Get to You" med Beyoncé, "Endless Love" med Mariah Carey og "The Best Things in Life Are Free" med Janet Jackson, der alle var hits i løbet af hans karriere.
Vandross har solgt over 35 millioner eksemplarer på verdensplan, og modtaget otte Grammy Awards heriblandt prisen for Best Male R&B Vocal Performance fire gange. I 2004 vandt han fire Grammy Awards, herunder en Grammy Award for årets sang for "Dance with My Father", som blev indspillet kort før hans død.

## Diskografi
- Never Too Much (1981)
- Forever, for Always, for Love (1982)
- Busy Body (1983)
- The Night I Fell in Love (1985)
- Give Me the Reason (1986)
- Any Love (1988)
- Power of Love (1991)
- Never Let Me Go (1993)
- Songs (1994)
- Your Secret Love (1996)
- I Know (1998)
- Luther Vandross (2001)
- Dance with My Father (2003)